# Holger Heimann
Holger Heimann (* 7. Mai 1951 in Laufenselden, Hessen) ist ein ehemaliger deutscher Politiker (Bündnis 90/Die Grünen). Von 1980 bis 1984 war der ehemalige Lehrer Mitglied des Landtags von Baden-Württemberg.

## Leben
Holger Heimann, Sohn von Luise Heimann, geborene Müller, und des Lehrers Hans Heimann, besuchte das Gymnasium in Wiesbaden und absolvierte danach ein Studium in Frankfurt, das er mit dem Staatsexamen als Lehrer für Haupt- und Realschule abschloss. Er war im Kreis Bergstraße und als Landesprogrammlehrer von Hessen am Josef-Haltrich-Lyzeum in Schässburg/Rumänen und am Hermann-Sudermann-Gymnasium in Klaipėda/Litauen tätig.
Er lebte danach in Heidelberg, heirate 1979 Bärbel Mager, mit der er zwei Kinder (Lisa Jitka und Paul Jakob) bekam und war von 1980 bis 1984 einer der ersten Landtagsabgeordneten in Baden-Württemberg der Partei Die Grünen. Er gewann das Zweitmandat im Wahlkreis Heidelberg. Beruflich war er zu dieser Zeit als Lehrer in Neckarsteinach tätig.
Danach kehrte er in den Lehrerberuf zurück. Er war im Kreis Bergstraße, in Siebenbürgen und in Litauen als Lehrer tätig. Als Fotograf wurde er mehrfach ausgezeichnet, unter anderen gewann er den Fotowettbewerb „Feierabend“ der BASF. Zurzeit ist er aktives Mitglied der Grünen im Kreisverband Heidelberg.